# Терешковская сельская община
Терешковская сельская община (укр. Терешківська сільська громада) — территориальная община в Полтавском районе Полтавской области Украины. Административный центр — село Терешки.
Образована 15 августа 2018 путем объединения Никольского и Терешковского сельских советов Полтавского района. В 2020 году к общине присоединена Заворсклянская сельская община Полтавского района Полтавской области, ранее объединившаяся с Писаревским сельским советом Полтавской области.

## Населенные пункты
В состав общины входят 20 сел: Безручки, Бузовая Пасковка, Ватажково, Вацы, Головач, Заворскло, Зенцы, Кашубовка, Клюшники, Копылы, Курилеховка, Лукищина, Малое Никольское, Марковка, Миновка, Никольское, Писаревка, Портновка, Терешки, Цибули.